# Жан-Кристоф
«Жан-Кристо́ф» (фр. Jean-Christophe) — десятитомный роман Ромена Роллана, публиковавшийся в период с 1904 по 1912 год. Произведение удостоено премии Фемина в 1905 году. Своё произведение Роллан называл романом-рекой, которое предстает как четырёхчастная симфония: детство и юность героя в Германии; Париж и годы борьбы; «конец пути» и завоеванное спокойствие. Образ главного героя Роллан выстроил, внутренне опираясь на образ Людвига ван Бетховена, сделав его современным гениальным композитором в процессе становления творчества.
Переводом на английский, ставшим классическим, занимался Гилберт Кэннен.
Русский перевод романа осуществил коллектив авторов: Н. Жаркова, Н. Касаткина, С. Парнок, М. Рожицина, Р. Розенталь, В. Станевич, А. Франковский, О. Холмская.

## Сюжет
Жан-Кристоф Крафт — композитор немецкого происхождения, несмотря на неудачи и стрессы, связанные с его неспокойным характером, вдохновляется любовью к жизни.
1. Заря (L’Aube),
2. Утро (Le Matin),
3. Отрочество (L’Adolescent),
4. Бунт (La Révolte),
5. Ярмарка на площади (La Foire sur la place),
6. Антуанетта (Antoinette),
7. В доме (Dans la maison),
8. Подруги (Les Amies),
9. Неопалимая купина (Le Buisson ardent),
10. Грядущий день (La Nouvelle Journée)